# Martin Haš
Martin Haš, někdy Martin Hugo Haš, (* 2. února 2001 Praha) je český lední hokejista hrající na postu obránce.

## Život
Svá mládežnická léta strávil v klubu HC Sparta Praha. Před ročníkem 2017/2018 přestoupil do juniorského celku Tappary Tampere. Za ni hrál i v následující sezóně, během níž byl navíc uvolněn na dva zápasy mezi muže celku LeKi. Na ročník 2019/2020 se do Taparry vrátil a formou hostování vypomáhal navíc družstvu Koovee. Uvolněn byl navíc i do North Bay Battalion hrajícího severoamerickou Ontario Hockey League (OHL).
Od mládežnických let patří do reprezentačních výběrů svých věkových kategorií. Před koncem roku 2019 jej nominoval trenér Václav Varaďa do reprezentačního výběru hrajícího na mistrovství světa v ledním hokeji hráčů do 20 let. Na turnaji zaznamenal jeden gól, a sice proti Německu (nakonec 3:4).